# Netzwerkkomponente
Netzwerkkomponenten, auch bekannt als Netzwerkgeräte oder Computernetzwerkgeräte, sind physische Geräte, die für die Kommunikation und Interaktion zwischen Geräten in einem Computernetzwerk erforderlich sind. Insbesondere vermitteln sie Daten in einem Computernetzwerk. Einheiten, die der letzte Empfänger sind oder Daten erzeugen, werden als Hosts oder Datenendgeräte bezeichnet.

## Bandbreite
Netzwerkgeräte können Gateways, Router, Netzwerkbrücken, Modems, drahtlose Zugangspunkte, Netzwerkkabel, Leitungstreiber, Switches, Hubs und Repeater beinhalten; sie können auch hybride Netzwerkgeräte wie Multilayer-Switches, Protokollkonverter, Brückenrouter, Proxy-Server, Firewalls, Netzwerkadressübersetzer, Multiplexer, Netzwerk-Interface-Controller, drahtlose Netzwerk-Interface-Controller, ISDN-Terminal-Adapter und andere zugehörige Hardware beinhalten.
Andere Netzwerkgeräte, die in Computern verwendet werden, umfassen Rechenzentrumsausrüstung (wie Dateiserver, Datenbankserver und Speicherbereiche), Netzwerkdienste (wie DNS, DHCP, E-Mail usw.) sowie Geräte, die die Bereitstellung von Inhalten gewährleisten.
Die heute gebräuchlichste Art von Netzwerkgeräten ist ein kupferbasierter Ethernet-Adapter, der bei den meisten modernen Computersystemen zum Standard gehört. Drahtlose Netzwerke werden immer beliebter, besonders für tragbare Geräte.
Im weiteren Sinne können Mobiltelefone, Tablet-Computer und Geräte, die mit dem Internet der Dinge in Verbindung stehen, auch als Netzwerkgeräte betrachtet werden. Mit dem technologischen Fortschritt und der Integration IP-basierter Netzwerke in die Gebäudeinfrastruktur und die Haustechnik wird die Netzwerkhardware aufgrund der stark zunehmenden Anzahl netzwerkfähiger Endpunkte zu einem mehrdeutigen Begriff.

## Unterteilung
Bei Netzwerkkomponenten wird zwischen aktiven und passiven Netzwerkkomponenten unterschieden.

### Passive Komponenten
Als passive Netzwerkkomponenten wird das Material bezeichnet, das ohne jegliche Stromversorgung auskommt. Dazu zählen insbesondere: Leitungen, Kabel und Patchkabel, Anschlussdosen, Stecker und Buchsen. Baugruppen, die lediglich passive Bauelemente enthalten (also Widerstände, Kondensatoren usw.) wie z. B. die DSL-Splitter, werden meistens auch dieser Gruppe hinzugerechnet.

### Aktive Komponenten
Aktive Netzwerkkomponenten sind alle Geräte, die aktiv Signale verarbeiten bzw. verstärken können (Netzwerkgeräte). Sie benötigen dazu eine Stromversorgung. Zu dieser Gruppe gehören Switches, Router, Bridges, Firewalls und Session Border Controller. Ein Bestandteil eines Computers kann ebenfalls eine Netzwerkkomponente sein, z. B. Netzwerkkarte und ISDN-Karte.